# النداهة (فلم)
النداهة فيلم مصري صدر عام (1975).من إنتاج أفلام ماجدة، وإخراج حسين كمال. وبطولة: ماجدة، وشكري سرحان، وشويكار، وإيهاب نافع، وميرفت أمين. كتب السيناريو والحوار مصطفى كمال وعاصم توفيق عن قصة يوسف إدريس. بالاسم نفسه.

## ملخص القصة
«حامد» فلاح يعمل بوابا في إحدى عمارات القاهرة. تزوج من «فتحية» إحدى بنات قريته وأحضرها إلى المدينة لتعيش معه وتؤنسه في وحدته. تتفاعل فتحية مع سكان العمارة فمن تريدها أن تعمل لديها كخادمة ومن يراها امرأة شهية حتى يعتدي عليها أحد سكان العمارة. كما يوضح الكاتب يوسف إدريس من خلال قصة الفيلم التفاوت الطبقي والثقافي بين المصريين في هذه الفترة التي اتسمت بالتباين الشديد حيث قدَّم بطل الفيلم إيهاب نافع في صورة التقني البارع، ووقفت ماجدة وهي المرأة الجاهلة زوجة البواب أمام هذا التفوق التقني عاجزة عن الفهم وعن المسايرة وفي النهاية التهمها بطل الفيلم وفي ذلك كناية من المؤلف عن ضرورة مواكبة التطور العلمي المتسارع في العالم قبل أن يلتهمنا العالم.

## الممثلون
- شكري سرحان
- شويكار
- إيهاب نافع
- ميرفت أمين
- ماجدة
- سلوى خطاب
- سهير الباروني
- منى جبر